# Ernesto Paglia
Ernesto George Paglia (São Paulo, 9 de abril de 1959) é um jornalista brasileiro. É casado desde 1994 com a também jornalista Sandra Annenberg. Fruto do casamento, tem uma filha: Elisa Annenberg, que nasceu em 2003. 
Formado em jornalismo pela ECA-USP, começou a trabalhar na profissão aos dezenove anos, no terceiro ano de faculdade, em 1979. Contratado como repórter pela Rádio Jovem Pan de São Paulo, permaneceu no cargo menos de três meses. Foi demitido após participar da greve organizada pelo Sindicato dos Jornalistas de São Paulo, em maio de 1979. 
Na semana seguinte foi contratado pela sucursal paulistana da Rede Globo para trabalhar como repórter da madrugada. Permaneceu na emissora pelos 43 anos seguintes.  
Em 1980, participou de coberturas importantes, como a da greve dos metalúrgicos de São Bernardo do Campo, lideradas pelo então sindicalista Luiz Inácio Lula da Silva. No mesmo ano integrou a equipe itinerante da Globo que acompanhou a cobertura da primeira visita do Papa João Paulo II ao Brasil. 
Em 1982, foi enviado à Espanha para a sua primeira cobertura de Copa do Mundo da FIFA. Também cobriu as copas de 1986 (México), 1990 (Itália), 1994 (EUA), 2002 (Japão/Coréia), 2006 (Alemanha), 2010 (África do Sul) e 2014 (Brasil). Na área de esportes participou, também, das equipes enviadas pela Globo às Olimpíadas de Barcelona (1992), Atlanta (1996), Pequim (2008), Rio de Janeiro 2016 e aos Jogos Panamericanos do Rio de Janeiro (2007).
Ernesto Paglia segue a carreira jornalística sem vínculo empregatício com veículos de comunicação, realizando palestras e projetos de documentários independentes. Em 2024, tornou-se embaixador e divulgador do Museu CARDE, Carros,Arte,Design e Educação, de Campos do Jordão.  

## A carreira de repórter especial
Em 1983, foi designado para integrar a equipe da Central Globo de Jornalismo que renovou a linguagem do Globo Repórter. Trabalhou exclusivamente para o programa de documentários  jornalísticos durante os três anos seguintes. Em 1984, realizou uma reportagem-documentário sobre o cacique-deputado Mário Juruna, com direção de Mônica Labarthe e roteiro de Fernando Gabeira.
Em 1996, contribuiu para a primeira grade de programação do novo canal de notícias Globo News. Durante os três anos seguintes, formatou e comandou o programa semanal de entrevistas "Painel". Em 2009, ajudou a criar e comandou as primeiras edições da coluna de tecnologia "Conecte", do Jornal Da Globo.
Entre 2010 e 2014, integrou a equipe que desenvolveu a primeira minissérie jornalística da TV Globo, o projeto Globo Mar. O programa, com formato de documentário jornalístico, era focado em assuntos relacionados ao mar. As primeiras três temporadas concentraram-se no litoral brasileiro. A partir de 2013, o programa incluiu expedições internacionais. Em outubro de 2013, o programa rendeu à TV Globo a Menção Honrosa Marinha do Prêmio de Reportagem SOS Mata Atlântica/Conservação Internacional. O trabalho à frente do Globo Mar foi reconhecido pela Marinha do Brasil com as condecorações "Ordem do Mérito Naval" (2011) e " Mérito Tamandaré"(2015).  
Em 2010, nas cinco semanas que antecederam o primeiro turno das eleições presidenciais, comandou o projeto JN no Ar. Viajando a bordo de um jato executivo e, de acordo com a necessidade, de um turbo hélice, o grupo de oito profissionais da Rede Globo foi enviado a um município sorteado a cada noite, uma cidade em cada um dos 26 estados e o Distrito Federal, para a realização de reportagens sobre os problemas e características de cada local. Essa maratona em busca da realidade do país foi registrada no livro "O Diário de Bordo do JN no Ar - Cruzando o país numa cobertura histórica", de sua autoria.
Em 2023, já desligado da Rede Globo, Ernesto Paglia voltou à Groenlândia pela terceira vez para realizar o documentário “3 X Ártico - O Alerta do Gelo”, sobre a mudança climática global, para a plataforma de streaming GloboPlay. O jornalista foi acompanhado pelos mesmos companheiros das outras duas visitas ao Ártico, em 1995 e 2007: o repórter cinematográfico Marco Antonio Gonçalves e o guia canadense Jim Allan.  

## Correspondente internacional
Em 1986, aos 27 anos de idade, tornou-se um dos mais jovens correspondentes internacionais da Globo, baseado no escritório da emissora em Londres. Enviado a Bagdá, cobriu o conflito Irã-Iraque. Trabalhou nessa função até 1989, quando retornou ao Brasil para trabalhar, prioritariamente, para o Jornal Nacional. Voltou a ser correspondente em Londres no período 2000/2001, quando cobriu a Segunda Intifada Palestina e a invasão norte-americana ao Afeganistão. 

## Prêmios
Recebeu o "Prêmio Comunique-se" na categoria melhor repórter de TV em 2004, 2007, 2009, 2011 e 2017, e o título de "Mestre do Jornalismo" pelo número de premiações acumuladas. Prêmio Internacional de TV de Sevilha, Espanha, 1984, pela reportagem-documentário "Mário Juruna", para o Globo Repórter.  

## Livros
- Diário de Bordo - JN no Ar - Cruzando o País numa Cobertura Histórica , Editora Globo, 375 págs. [3]